# 원 차일드 네이션
원 차일드 네이션(One Child Nation)은 미국에서 제작된 자링 장 감독의 2019년 다큐멘터리 영화이다.
1979년부터 2015년까지 지속된 중국의 계획생육정책의 좋지 못한 결과에 관해 다룬다.
이 영화는 2019년 1월 26일 선댄스 영화제에서 초연되었으며 여기서 미국 심사관상:다큐멘터리상을 수상했다. 미국에서는 2019년 8월 9일 아마존 스튜디오에 의해 극장 개봉하였다.